# Pleurothallis bangii
Pleurothallis bangii là một loài thực vật có hoa trong họ Lan. Loài này được Rolfe ex Britton miêu tả khoa học đầu tiên năm 1895.